# Octavio Antonio Beras Rojas
Octavio Antonio Beras Rojas  (El Seibo, 16 de noviembre de 1906-Santo Domingo, 30 de noviembre de 1990) fue el primer dominicano en llegar a ser cardenal de la Iglesia católica. Sirvió como Arzobispo de Santo Domingo (1961-1981), y fue elevado al cardenalato en 1976. Fue también miembro fundador y primer presidente de la Conferencia del Episcopado Dominicano.

## Biografía
Hijo de Octavio Beras Zorrilla y de la señora Teresa Armada Rojas Santana; su madre era bisnieta de Ramón Santana, el hermano gemelo del expresidente Pedro Santana; Beras Rojas era además tío del comediante Freddy Beras Goico y tío-abuelo de la actriz Ivonne Beras.

### Sacerdocio
El 13 de agosto de 1933, cuando apenas se iniciaba la trágica dictadura de Rafael Leónidas Trujillo Molina, Octavio Beras recibió su orden sacerdotal concedida por el Nuncio Apostólico de Su Santidad, Monseñor Giuseppe Fietta, en la Catedral de Santa María de la Encarnación de Santo Domingo. 

### Episcopado
El 12 de agosto de 1945 recibió su ordenación episcopal en la Catedral de Santa María de la Encarnación de Santo Domingo, de manos del Arzobispo de San Cristóbal, de La Habana (Cuba), Monseñor Manuel Arteaga, de Monseñor Enrique Pérez Serantes, Obispo de Camagüey (Cuba), y Monseñor Luis Willinger, Obispo de Ponce, Puerto Rico. Fue Obispo castrense y Presidente de la Conferencia Episcopal Dominicana.

### Cardenalato
En el  consistorio del 24 de mayo del año 1976 fue llevado al grado de cardenal presbítero de la Santa Iglesia católica por el Papa Pablo VI, con el título de San Sisto.
El 15 de noviembre de 1981 el cardenal Octavio Antonio Beras Rojas presentó al Papa Juan Pablo II su renuncia al  arzobispado de Santo Domingo por motivos de edad después de casi veinte años de servicio en el cargo.

### Fallecimiento
Falleció en Santo Domingo, el 30 de noviembre de 1990. Sus restos se encuentran sepultados en la cripta del altar mayor de la Catedral de Santo Domingo.